# Mieczysław Zub
Mieczysław Zub (10. října 1953 – 29. září 1985) byl polský sériový vrah, který zabil 4 ženy v Katovickém vojvodství. Občanská milice mu dala pseudonym Fantomas.

## Život
Mieczysław Zub se narodil 10. října 1953 ve vesnici Krzeczyn-Mały, další informace z jeho mládí nejsou známy. Po skončení vojenské zakládní služby vstoupil do policie.
Na přelomu 70. a 80. let 20. století spáchal 4 vraždy a 13 znásilnění. Na začátku své kriminální činnosti byl povoláním policista a trestné činy páchal v uniformě, což mu dávalo pocit beztrestnosti. Svůj první útok spáchal 29. listopadu 1977 ve Świętochłowicích. Pod záminkou ujasňování nedorozumění odvlekl čtrnáctiletou dívku do lesa. Tam ji srazil k zemi, lehl si vedle ní a zakryl jí ústa rukou. Pod hrozbou zbraně jí nařídil, aby se svlékla. Policie zahájila vyšetřování případu, ale to nepřineslo žádné výsledky. V 70. letech 20. století spáchal několik dalších útoků na ženy v přestrojení za policistu, ale brzy byl propuštěn z disciplinárních přestupků (což naznačovalo, že jeho nadřízení měli o Zubovi pochybnosti). Po propuštění se dva roky nedopustil žádných dalších trestných činů.
K trestné činnosti se vrátil v září 1980, kdy znásilnil mladou ženu. O rok později spáchal svou první vraždu. 19. listopadu 1981 ve Slezské Rudě znásilnil a uškrtil devatenáctiletou dívku v osmém měsíci těhotenství. Do konce roku 1982 zavraždil další tři ženy. V březnu 1983, poté, co znásilnil další oběť, ztratil průkaz opravňující ke vstupu do ocelárny, kde si našel práci. 8. března 1983 byl zatčen a během výslechu se přiznal ke všem obviněním proti němu.
Během soudního procesu opakovaně urážel soudce, přičemž proces musel být přerušován. Nakonec byl usvědčen a odsouzen k trestu smrti. Během čtení rozsudku Zub kopancem zničil soudcovskou lavici.
Během svého pobytu ve vězení se choval agresivně vůči svému okolí a donutil vězeňské orgány, aby mu nasadily speciálně navržená pouta a držely ho na samotce ve věznici Montelupich v Krakově. 29. září 1985, měsíc po svém pokusu o sebevraždu, spáchal sebevraždu.
Podle některých tiskových zpráv lze Zubovu dlouholetou beztrestnost vysvětlit tím, že se policie tehdy soustředila na pátrání po dalším sériovém vrahovi - Joachimu Knychałovi.

## Oběti
| Jméno        | Pohlaví | Věk | Datum úmrtí        | Místo vraždy |
| ------------ | ------- | --- | ------------------ | ------------ |
| Jadwiga B.   | Žena    | 19  | 19. listopadu 1981 | Slezská Ruda |
| Elżbieta M.  | Žena    | 25  | 3. březen 1982     | Katovice     |
| Katarzyna B. | Žena    | 16  | 18. listopadu 1982 | Slezská Ruda |
| Elżbieta S.  | Žena    | 23  | 6. leden 1983      | Sosnovec     |